# Asteroschema wrighti
Asteroschema wrighti is een slangster uit de familie Asteroschematidae.
De wetenschappelijke naam van de soort werd voor het eerst geldig gepubliceerd in 2000 door Donald George McKnight.